# حصن كوباكابانا

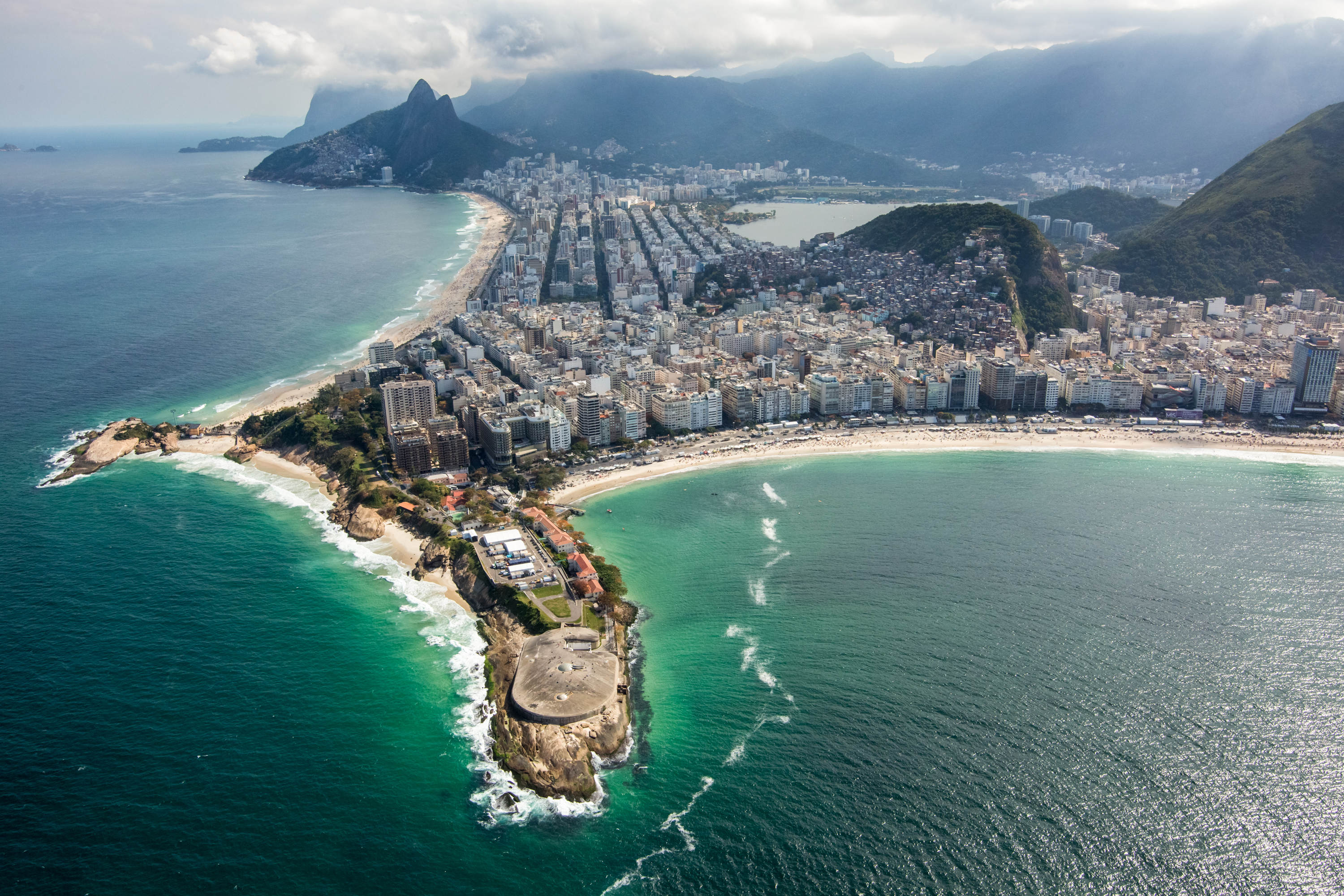
حصن كوباكابانا.

حصن كوباكابانا (بالبرتغالية: Forte de Copacabana) هو قاعدة عسكرية في الطرف الجنوبي من الشاطئ الموجود في منطقة كوباكابانا في ريو دي جانيرو. القاعدة مفتوحة للجمهور وتحتوي على متحف لتاريخ الجيش البرازيلي. وقد استضاف الحصن بطولة سباق الطريق للدراجات (البداية والنهاية) وماراثون السباحة والترياتلون ضمن دورة الألعاب الاولمبية الصيفية لعام 2016.